# Ramachandra Guha
Pour les articles homonymes, voir Guha.
Ramachandra Guha, né le 29 avril 1958 à Dehradun (Uttar Pradesh, maintenant en Uttarakhand), est un historien et écrivain indien dont les intérêts de recherche incluent l'histoire environnementale, sociale, politique et celle du cricket.

## Biographie
Il s'oppose en 2019 à la loi sur la citoyenneté adoptée par le premier ministre Narendra Modi, discriminatoire à l'égard des musulmans, et est arrêté par la police en marge d'un rassemblement.

## Publications
- (en) Ramachandra Guha, Makers of Modern India, Penguin Books India, 2010 (ISBN 9780670083855, présentation en ligne)